# Bình Sơn, Thạch Gia Trang
Bình Sơn (chữ Hán giản thể:平山县, pinyin: Píngshān Xiàn, âm Hán Việt: Bình Sơn huyện) là một huyện thuộc địa cấp thị Thạch Gia Trang, tỉnh, Hà Bắc, Cộng hòa Nhân dân Trung Hoa. Huyện Bình Sơn có diện tích 296 ki-lô-mét vuông, dân số năm 1999 là 447 843 người. Mã số bưu chính là 050400 Huyện Bình Sơn được chia thành 12 trấn và 11 hương.